# Боз-Джайчи
Боз-Джайчи́ (укр. Боз-Джайчи, крымскотат. Boz Cayçı, Боз Джайчы) — исчезнувшее село в Первомайском районе Республики Крым, располагавшееся на юго-западе района, в степной части Крыма, на самой границе с Раздольненским районом на автодороге 35К-015 Раздольное — Евпатория (по украинской классификации — Т-01-11), примерно в 1 километре западнее современного села Тихоновка.

### Динамика численности населения
| - 1805 год — 114 чел. - 1864 год — 39 чел. - 1889 год — 106 чел. | - 1900 год — 118 чел. - 1915 год — 81/5 чел. - 1926 год — 101 чел. |

## История
Селение встречается в Камеральном Описании Крыма… 1784 года, судя по которому, в последний период Крымского ханства Боз Яиджи входил в Каракуртский кадылык Бахчисарайского каймаканства. После присоединения Крыма к Российской империи (8) 19 апреля 1783 года, (8) 19 февраля 1784 года, именным указом Екатерины II сенату, на территории бывшего Крымского ханства была образована Таврическая область и деревня была приписана к Евпаторийскому уезду. После павловских реформ, с 1796 по 1802 год входила в Акмечетский уезд Новороссийской губернии. По новому административному делению, после создания 8 (20) октября 1802 года Таврической губернии, Боз-Джайчи был включён в состав Хоротокиятской волости Евпаторийского уезда.
По Ведомости о волостях и селениях, в Евпаторийском уезде с показанием числа дворов и душ… от 19 апреля 1806 года в деревне Джайчи числилось 18 дворов, 89 крымских татар, 24 цыгана и 1 ясырь. На военно-топографической карте генерал-майора Мухина 1817 года деревня Боз Чияшиты обозначена с 20 дворами. После реформы волостного деления 1829 года Джайчи, согласно «Ведомости о казённых волостях Таврической губернии 1829 года» отнесли к Аксакал-Меркитской волости (переименованной из Хоротокиятской). На карте 1836 года в деревне Джайчи 21 двор, как и на карте 1842 года.
В 1860-х годах, после земской реформы Александра II, деревню приписали к Чотайской волости. В «Списке населённых мест Таврической губернии по сведениям 1864 года», составленном по результатам VIII ревизии 1864 года, Боз-Джайчи — владельческая татарская деревня, с 6 дворами, 39 жителями и мечетью при колодцах. По обследованиям профессора А. Н. Козловского 1867 года, глубина колодцев в деревне составляла 25—40 саженей (52—85 м), вода в которых была горькая или солёная и «кроме неё другой воды нет» и «…возят воду воду из Боз». На трехверстовой карте Шуберта 1865—1876 года в деревне Джайчи обозначено 9 дворов). По «Памятной книге Таврической губернии 1889 года», по результатам Х ревизии 1887 года, в деревне Боз числилось 24 двора и 106 жителей (вероятно, вместе Боз-Джайчи и соседний Боз). В «…Памятной книжке Таврической губернии на 1892 год» деревня не упомянута.
Земская реформа 1890-х годов в Евпаторийском уезде прошла после 1892 года, в результате Боз-Джайчи приписали к Агайской волости.
По «…Памятной книжке Таврической губернии на 1900 год» в деревне числилось 118 жителей в 13 дворах. На 1914 год в селении действовала лютеранская школа грамотности. По Статистическому справочнику Таврической губернии. Ч.II-я. Статистический очерк, выпуск пятый Евпаторийский уезд, 1915 год, в деревне Боз-Джайчи Агайской волости Евпаторийского уезда числилось 14 дворов (все безземельные) с немецким населением в количестве 81 человека приписных жителей и 5 — «посторонних», из которых 42 мужчины и 44 женщины. Во владении находилось 583 десятинами удобной земли. В хозяйствах имелось 202 лошади и 21 корова. Время, когда в деревне поселились крымские немцы точно не выяснено, но, согласно энциклопедическому словарю «Немцы России», в 1915 году они входили в число 86 жителей. Согласно списку 1915 года «…русских подданных из австрийских, венгерских или германских выходцев» землевладельцев, опубликованном в газете «Таврические губернские ведомости» в апреле 1915 года, при деревне Боз-Джайчи выделялась семья Герд: Оскар и Николай Фридриховичи имели по 669 десятин 2396 квадратных саженей земли, Наталия Фридриховна — 223 дес. 782 кв. саж. и Мария Фридриховна — 50 дес. 1141 кв. саж..
После установления в Крыму Советской власти, по постановлению Крымревкома от 8 января 1921 года № 206 «Об изменении административных границ» была упразднена волостная система и в составе Евпаторийского уезда был образован Бакальский район, в который включили село, а в 1922 году уезды получили название округов. 11 октября 1923 года, согласно постановлению ВЦИК, в административное деление Крымской АССР были внесены изменения, в результате которых округа были отменены, Бакальский район упразднён и село вошло в состав Евпаторийского района. Согласно Списку населённых пунктов Крымской АССР по Всесоюзной переписи 17 декабря 1926 года, в селе Боз-Джайчи, Тогайлынского сельсовета Евпаторийского района, числилось 19 дворов, из них 16 крестьянских, население составляло 101 человек, из них 100 немцев и 1 русский, действовала немецкая школа. После создания 15 сентября 1931 года Фрайдорфского (переименованного в 1944 году в Новосёловский) еврейского национального района Боз-Джайчи включили в его состав. В последний раз в доступных исторических документах Боз-Джайчи встречается на двухкилометровке 1942 года. Вскоре после начала Великой Отечественной войны, 18 августа 1941 года крымские немцы были выселены, сначала в Ставропольский край, а затем в Сибирь и северный Казахстан. Видимо, опустевшее после депортации и войны село не возрождали.